# Siphonicytara glabra
Siphonicytara glabra är en mossdjursart som beskrevs av Gordon och Jean-Loup d'Hondt 1997. Siphonicytara glabra ingår i släktet Siphonicytara och familjen Siphonicytaridae. Inga underarter finns listade i Catalogue of Life.